# Sidney (piłkarz)
Sidney, właśc. Sidney José Tobias (ur. 20 sierpnia 1963 w Piracicabie) – brazylijski piłkarz, występujący podczas kariery na pozycji napastnika.

## Kariera klubowa
Karierę piłkarską Sidney rozpoczął w klubie XV de Piracicaba w 1982. W 1983 przeszedł do São Paulo FC. W lidze brazylijskiej zadebiutował 23 stycznia 1983 w zremisowanym 0-0 meczu ze Sportem Recife. Z Sampą zdobył mistrzostwo Brazylii w 1986 oraz mistrzostwo stanu São Paulo – Campeonato Paulista w 1986. W 1987 występował we CR Flamengo, z którego wyjechał do Portugalii do Marítimo Funchal. Po powrocie do Brazylii został zawodnikiem Santosu FC.
W barwach Santosie 1 grudnia 1988 w przegranym 1-3 meczu z Cruzeiro EC Sidney wystąpił po raz ostatni w lidze brazylijskiej. Ogółem w latach 1983–1998 wystąpił w lidze w 73 meczach, w których strzelił 7 bramek. W latach 1990–1991 był zawodnikiem Athletico Paranaense. Z Atlético zdobył mistrzostwo stanu Paraná – Campeonato Paranaense w 1992. W latach 1992–1995 występował w Grêmio Maringá. Karierę zakończył w Paraguaçuense Paraguaçu Paulista w 1996.

## Kariera reprezentacyjna
W reprezentacji Brazylii Sidney zadebiutował 12 marca 1986 w przegranym 0-2 towarzyskim meczu z reprezentacją RFN. Drugi i ostatni raz w reprezentacji Sidney wystąpił 16 marca 1986 w przegranym 0-3 towarzyskim meczu z reprezentacją Węgier.
| Mecze i gole w reprezentacji | Mecze i gole w reprezentacji | Mecze i gole w reprezentacji | Mecze i gole w reprezentacji | Mecze i gole w reprezentacji | Mecze i gole w reprezentacji | Mecze i gole w reprezentacji |
| #                            | Data                         | Miasto                       | Przeciwnik                   | Gol                          | Wynik                        | Rozgrywki                    |
| ---------------------------- | ---------------------------- | ---------------------------- | ---------------------------- | ---------------------------- | ---------------------------- | ---------------------------- |
| 1.                           | 12.03.1986                   | Frankfurt                    | RFN                          |                              | 0:2                          | towarzyski                   |
| 2.                           | 16.03.1986                   | Budapeszt                    | Węgry                        |                              | 0:3                          | towarzyski                   |